# Termitaphididae
Famille
Synonymes
- Termataphididae Myers, 1924[1]
- Termitaphidae Myers, 1924[1]

Les Termitaphididae sont une famille d'insectes hétéroptères (punaises), qui vivent en association avec des termites. Elles appartiennent à l'infraordre des Pentatomomorpha, comptent deux genres et une dixaine d'espèces vivantes, ainsi que quelques espèces fossiles.  

## Description

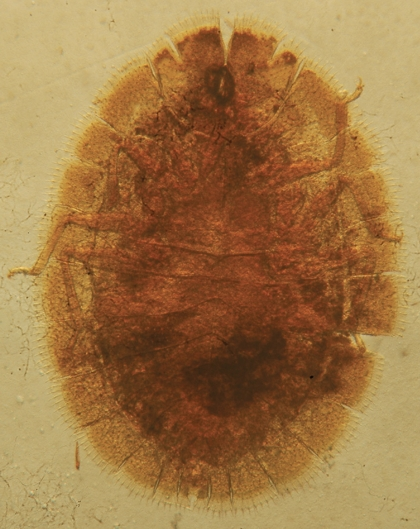
Vue ventrale de Termitaradus poleoae, découverte au Venezuela en 2016 dans un nid de Amitermes foreli (Termitidae).

Vues de dos, ces punaises font penser à des chitons, car elles sont entièrement recouvertes d'une sorte de carapace qui cache la tête, les pattes et le corps. Cette carapace présente des lames marginales, terminées par de petits lobules, porteurs de soies modifiées appelées flabella. Elles n'ont pas d'yeux composés et sont aptères. Les pattes sont courtes, de même que les antennes, géniculées et à quatre articles. La carapace est globuleuse chez Termitaphis, et très aplatie chez Termitaradus. Elles mesurent 2 à 3,5 mm de long.

## Répartition et habitat
Elles sont pantropicales, c'est-à-dire qu'on les rencontre sur tous les continents en zone tropicale. L'unique espèce de Termitaphis est de Colombie, et les dix espèces de Termitaradus, se rencontrent, l'une en Australie (T. australiensis), une en Inde (T. annandalei), une en Afrique (T. subafra), et les autres dans les Caraïbes (T. jamaicensis, T. trinidadensis), ou l'Amérique centrale et le Nord de l'Amérique du Sud (T. panamensis, T. mexicana, T.guianae, T. shepardi, et T. poleoae). 
Elles n'ont été trouvées qu'à l'intérieur de termitières, dont elles sont des hôtes obligés. 

## Biologie
On connaît encore très mal la biologie de ces punaises spécialisées, qui sont très rarement collectées. Elles vivent en association avec des termites, dans les termitières, et se sont adaptées morphologiquement à cette vie, avec la perte des yeux composés, des ailes, et le développement de lames protectrices sur tout le corps. Les espèces vivantes sont toutes associées aux termites supérieurs. 
Termitaphis circumvallata et Termitaradus poleoae ont été trouvées avec un Termitidae, Amitermes foreli Wasmann, et les neuf autres espèces de Termitaradus avec des Rhinotermitidae.  
Poinar et Doyen, lors de la découverte d'une espèce fossilisée dans de l'ambre du Mexique avec deux corps de termites ratatinés suggèrent que ces punaises pourraient être également prédatrices des termites. 
Le tableau ci-dessous récapitule les hôtes trouvés pour chaque espèce. 
| Termitaphididae : Espèce                   | Distribution       | Hôte (espèce de termite)                                              | Famille et sous-famille de l'hôte |
| ------------------------------------------ | ------------------ | --------------------------------------------------------------------- | --------------------------------- |
| Termitaradus australiensis (Mjöberg, 1914) | Australie          | Coptotermes acinaciformis (Froggatt, 1898)                            | Rhinotermitidae, Coptotermitinae  |
| T. annandalei (Silvestri)                  | Inde               | Coptotermes heimi (Wasmann 1902)                                      | Rhinotermitidae, Coptotermitinae  |
| T. subafra (Silvestri)                     | Afrique            | Schedorhinotermes putorius (Sjöstedt 1896)                            | Rhinotermitidae, Heterotermitinae |
| T. jamaicensis Myers 1932                  | Jamaïque           | Heterotermes convexinotatus (Snyder, 1924)                            | Rhinotermitidae, Heterotermitinae |
| T. trinidadensis Morrison 1923             | Trinidad et Tobago | Heterotermes tenuis (Hagen, 1858)                                     | Rhinotermitidae, Heterotermitinae |
| T. mexicana (Silvestri, 1911)              | Mexique            | Heterotermes tenuis (Hagen, 1858)                                     | Rhinotermitidae, Heterotermitinae |
| T. panamensis Myers 1924                   | Panama             | Heterotermes tenuis (Hagen, 1858) et H. convexinotatus (Snyder, 1924) | Rhinotermitidae, Heterotermitinae |
| T. guianae Morrison 1923                   | Guyana             | Heterotermes crinitus (Emerson, 1925) et H. tenuis (Hagen, 1858)      | Rhinotermitidae, Heterotermitinae |
| T. shepardi García, Camacho & Dorado 2016  | Venezuela          | Heterotermes tenuis (Hagen, 1858)                                     | Rhinotermitidae, Heterotermitinae |
| T. poleoae García, Camacho & Dorado 2016   | Venezuela          | Amitermes foreli Wasmann 1902                                         | Termitidae, Termitinae            |
| Termitaphis circumvallata Wasmann 1902     | Colombie           | Amitermes foreli Wasmann 1902                                         | Termitidae, Termitinae            |

## Systématique
La première espèce découverte par Wasmann en 1902 a été considérée non pas comme une punaise, mais comme un Aphidien aberrant, et appelée Termitaphis circumvallata. Ce n'est qu'avec les trois découvertes suivantes par Silvestri (en 1911 et 1921), que le lien avec les Aradidae a été fait. En raison de la première dénomination, le nom de la famille évoque donc toujours celui des Aphidiens, malgré leur appartenance sans équivoque aux Hétéroptères. Une espèce fut découvert en Australie en 1914 par Mjöberg, et trois autres en 1923 par Morrison (dont deux furent synonymisées en elles par Myers), et enfin une nouvelle par Myers en 1924, à l'occasion de laquelle il baptisa un second genre Termitaradus, auquel furent attribuées les espèces trouvées depuis 1911. Myers décrivit encore une nouvelle espèce en 1932. Pendant 80 ans, il n'y eut pas de nouvelles découvertes. On pense toutefois que des recherches plus poussées permettraient de rencontrer de nouvelles espèces, comme l'ont été celles de Termitaradus poleoae et de T. shepardi au Vénézuela en 2016, les premières depuis 1932 à l'exception des espèces fossiles, et respectivement dixième et onzième espèces vivantes de la famille. 

### Classification
Aujourd'hui, ces punaises sont considérées comme formant une famille au sein de la super-famille des Aradoidea, dans l'infra-ordre des Pentatomomorpha. Toutefois, Grimaldi et Engel estiment que leur proximité est très grande avec des sous-familles d'Aradidae comme les Mezirinae et les Carventinae, avec lesquels ils partagent plusieurs traits caractéristiques, et dont certains sont également des hôtes de Termites, et que des analyses phylogénétiques plus poussées de ces groupes, qui manquent aujourd'hui, pourraient permettre d'éclaircir leur position, et peut-être de les replacer dans les Aradidae.

### Fossiles
Quatre espèces fossiles rattachées à Termitaradus ont été découvertes dans de l'ambre, remontant à entre -25 et −14 millions d'années, la première au Mexique, †T. protera Poinar & Doyen 1992, en 1992, de très grande taille (7 mm), et les trois autres en République dominicaine, †T. avitinquilinus Grimaldi and Engel 2008, †T. mitnicki Engel 2009, et †T. dominicanus Poinar 2011. L'une d'elles a été trouvée avec l'espèce de termite †Mastotermes electrodominicus Krishna and Grimaldi 1991, une Mastotermitidae, famille auprès de laquelle des Termitaphididae existants aujourd'hui n'ont pas encore été trouvés. 

### Origine
À la suite de la découverte du premier fossile, et pour tenter d'expliquer la distribution circumtropicale de la famille, Poinar et Doyen ont supposé une origine des Termitaphididae très ancienne, antérieure à la dislocation de la Pangée, il y a plus de −175 millions d'années. Grimaldi et Engel estiment cette origine trop éloignée et font l'hypothèse que les Termitaphididae ont dû apparaître au plus tôt à la fin du Crétacé ou au début du Tertiaire. En effet, les premiers Pentatomomorpha seraient apparus au début du Crétacé ou à la fin du Jurassique, et le premier Aradoidea a été trouvé dans de l'ambre du Myanmar datant du milieu du Crétacé. D'autre part, le plus ancien fossile de termite retrouvé date du Barrémien (Crétacé inférieur, env. −125 millions d'années), et l'on date l'origine des termites de la fin du Jurassique ou du début du Crétacé, et les termites supérieurs auprès desquels les Termitaphididae se sont spécialisés ne se sont diversifiés qu'au début du Paléogène. La répartition circumtropicale s'expliquerait alors par une dispersion rendue possible par la généralisation des conditions climatiques tropicales et subtropicales durant l'Eocène, comme cela a été constaté pour de nombreux autres insectes. 

### Liste des genres
Selon BioLib (26 mai 2022) :
- genre Termitaphis Wasmann, 1902, une espèce.
- genre Termitaradus Myers, 1924, dix espèces.